# The American Breed
The American Breed var en amerikansk rockgrupp bildad i en förort till Chicago, Illinois 1967. Gruppen gick först under namnet Gary & the Nite Lites.
Medlemmar i bandet var från början Gary Loizzo (sång/gitarr), Al Ciner (gitarr), Chuck Colbert (basgitarr), och Lee Graziano (trummor). 1968 blev Kevin Murphy (keyboards) medlem. Gruppen fick en internationell hitsingel med låten "Bend Me, Shape Me" som lanserades sent 1967 och nådde listorna tidigt 1968. Även "Step Out of Your Mind" (1967) och "Green Light" (1968) topp 40-noterades på Billboard Hot 100-listan. Gruppen upplöstes kring 1970, och Murphy bildade i spillrorna av The American Breed soulgruppen Rufus.

## Diskografi
Studioalbum
- 1967 – The American Breed
- 1968 – Bend Me, Shape Me
- 1968 – Pumpkin, Powder, Scarlet & Green
- 1968 – Lonely Side of the City

EP
- 1968 – Bend Me, Shape Me
- 1968 – Ready, Willing and Able

Singlar
- 1967 – "I Don't Think You Know Me" / "Give Two Young Lovers a Chance"
- 1967 – "Step Out of Your Mind" / "Same Old Thing"
- 1967 – "Don't Forget About Me" / "Short Skirts"
- 1967 – "Bend Me, Shape Me" / "Mindrocker"
- 1968 – "Green Light" / "Don't It Make You Cry"
- 1968 – "Ready, Willing and Able" / "Take Me If You Want Me"
- 1968 – "Anyway That You Want Me" / "Master of My Fate"
- 1968 – "Keep the Faith" / "Private Zoo"
- 1969 – "Hunky Funky" / "Enter Her Majesty"
- 1969 - "Room at the Top" / "Walls"
- 1969 – "Cool It (We're Not Alone)" / "The Brain"
- 1970 – "Can't Make It Without You" / "When I'm With You"
- 1972 – "Bend Me, Shape Me" / "Ready, Willing and Able"
- 1984 – "Bend Me, Shape Me" / "Step Out of Your Mind"

Samlingsalbum
- 1993 – The Uttermost Incredible Complete Recordings
- 1994 – Bend Me, Shape Me: The Best of the American Breed